# Resolució 775 del Consell de Seguretat de les Nacions Unides
La Resolució 775 del Consell de Seguretat de les Nacions Unides, fou adoptada per unanimitat el 28 d'agost de 1992. Després de reafirmar les resolucions 733 (1992), 746 (1992), 751 (1992) i 767 (1992), considerant un informe del Secretari General Boutros Boutros-Ghali sobre la Guerra Civil somali, el Consell va decidir augmentar la força de l'operació Operació de les Nacions Unides a Somàlia I amb 3.000 persones més.
El Consell també va aprovar l'establiment de quatre zones a Somàlia: el nord-oest (Berbera), el nord-est (Bossasso), les terres centrals i la capital Mogadiscio. A cada zona, les Nacions Unides donaran assistència humanitària, a més de vigilar l'alto el foc i mantenir la seguretat ajudant a les faccions somalis a desarmar-se. També va acollir amb beneplàcit la decisió del Secretari General d'incrementar el pont aeri, així com les contribucions dels Estats membres, alhora que instava la cooperació de les parts i faccions a Somàlia amb el personal de les Nacions Unides.
La resolució també va demanar un control estricte de l'alto el foc, va demanar el suport de partits a Somàlia per ajudar a facilitar el lliurament de l'ajuda humanitària i va demanar a la Lliga Àrab, l'Organització de la Unitat Africana i Organització de la Conferència Islàmica a ajudar a buscar una solució integral al conflicte.
Segons Boutros-Ghali, la resolució actual va indicar que el Consell de Seguretat "finalment havia decidit prendre mesures més fermes", tot i que el compliment encara no estava inclòs en el mandat. No es va sol·licitar el permís del govern de Somàlia per al personal addicional perquè no hi havia cap govern en funcionament. En setembre començaren a arribar les primeres tropes.